# La Barque des amours
La Barque des amours est une mélodie d'Augusta Holmès composée en 1892.

## Composition
Augusta Holmès compose La Barque des amours en 1892 sur un poème écrit par elle-même. L'œuvre, en ré  majeur, est écrite pour ténor. L'illustration est due à G. Clairin. Elle est publiée aux Éditions Heugel.

## Réception
La Barque des amours est parmi l'une des mélodies les plus connues. En 1892, Mme Montigu-Montibert chante la mélodie à un concert donné par Mme Adam, de même que M. Rondeau. Demeux la chante en 1893. En 1896, c'est à un concert chez Rosine Laborde qu'elle est chantée.